# Dasychira basileus
Dasychira basileus är en fjärilsart som beskrevs av Erich Martin Hering 1932. Dasychira basileus ingår i släktet Dasychira och familjen tofsspinnare. Inga underarter finns listade i Catalogue of Life.